# Barobo
Barobo là một đô thị hạng 3 ở tỉnh Surigao del Sur, Philippines. Thông tin điều tra dân số năm 2007 của Philipin, đô thị này có dân số 40.933.

## Các đơn vị hành chính
Barobo được chia thành 22 barangay.
| - Amaga - Bahi - Cabacungan - Cambagang - Causwagan - Dapdap - Dughan - Gamut - Javier - Kinayan - Mamis | - Poblacion - Guinhalinan - Rizal - San Jose - San Roque - San Vicente - Sua - Sudlon - Tambis - Unidad - Wakat |